# Rineloricaria malabarbai
Rineloricaria malabarbai är en fiskart som beskrevs av Juan Manuel Rodriguez och Roberto Esser dos Reis 2008. Rineloricaria malabarbai ingår i släktet Rineloricaria och familjen Loricariidae. Inga underarter finns listade i Catalogue of Life.